# Lista de mulheres líderes de organizações internacionais
Esta é uma lista de mulheres que, em dado período de tempo, ocuparam a liderança de organizações internacionais. A lista é ordenada pela data em que estas mulheres tomaram posse como líder da organização em questão e contém detalhes sobre o título formal do cargo que ocuparam e o período exato de seus respectivos mandatos. Entretanto, a lista não contempla as mulheres que tenham atuado no cargo interina ou provisoriamente ou aquelas que lideraram organizações em função de um cargo de chefia de Estado ou de governo.
A chefia de uma organização internacional é considerada um cargo de grande relevância e significância dentro do sistema geopolítico contemporâneo. Desde a fundação da Sociedade das Nações no fim da década de 1910, diversas mulheres ocuparam cargos de liderança máxima em diversas instituições internacionais, incluindo organismos integrantes do Sistema das Nações Unidas (como a Assembleia Geral das Nações Unidas e suas agências especializadas). Dentro dos debates contemporâneos sobre empoderamento feminino e diversificação da estrutura de poder, a presença de líderes mundiais do sexo feminino em instituições de renome a nível global é tido como um avanço significativo no estabelecimento de maior equidade e flexibilização de normas sociais em todo o mundo.

## Lista
| Líder                   | Líder                   | Nacionalidade       | Cargo                | Organização                                                          | Mandato                | Mandato                | Ref.                 |
| ----------------------- | ----------------------- | ------------------- | -------------------- | -------------------------------------------------------------------- | ---------------------- | ---------------------- | -------------------- |
| Catherine Lalumière     | Catherine Lalumière     | França              | Secretária-geral     | Conselho da Europa                                                   | 1 de junho de 1989     | 1 de junho de 1994     | [ 1 ] [ 2 ] [ 3 ]    |
| Sadako Ogata            | Sadako Ogata            | Japão               | Alto-Comissária      | Alto Comissariado das Nações Unidas para os Refugiados               | 3 de novembro de 1990  | 30 de março de 2012    | [ 4 ] [ 5 ]          |
| Gro Harlem Brundtland   | Gro Harlem Brundtland   | Noruega             | Diretora-geral       | Organização Mundial da Saúde                                         | 21 de julho de 1998    | 28 de janeiro de 2003  | [ 6 ] [ 7 ] [ 8 ]    |
| Dulce Pereira           | Dulce Pereira           | Brasil              | Secretária-executiva | Comunidade dos Países de Língua Portuguesa                           | 20 de julho de 2000    | 16 de agosto de 2002   | [ 9 ] [ 10 ] [ 11 ]  |
| Rosalyn Higgins         | Rosalyn Higgins         | Reino Unido         | Presidente           | Tribunal Internacional de Justiça                                    | 6 de fevereiro de 2006 | 6 de fevereiro de 2009 | [ 12 ] [ 13 ] [ 14 ] |
| Margaret Chan           | Margaret Chan           | Hong Kong           | Diretora-geral       | Organização Mundial da Saúde                                         | 9 de novembro de 2006  | 30 de junho de 2017    | [ 15 ] [ 16 ] [ 17 ] |
| Michelle Bachelet       | Michelle Bachelet       | Chile               | Alto-Comissária      | Alto-Comissariado das Nações Unidas para os Direitos Humanos         | 1 de setembro de 2018  | 31 de agosto de 2022   | [ 18 ] [ 19 ] [ 20 ] |
| Irina Bokova            | Irina Bokova            | Bulgária            | Diretora-geral       | Organização das Nações Unidas para a Educação, a Ciência e a Cultura | 15 de outubro de 2009  | 10 de novembro de 2017 | [ 21 ] [ 22 ] [ 23 ] |
| Fathimath Dhiyana Saeed | Fathimath Dhiyana Saeed | Maldivas            | Secretária-geral     | Associação Sul-Asiática para a Cooperação Regional                   | 1 de março de 2011     | 11 de março de 2012    | [ 24 ] [ 25 ] [ 26 ] |
| Christine Lagarde       | Christine Lagarde       | França              | Diretora-geral       | Fundo Monetário Internacional                                        | 5 de julho de 2011     | 12 de setembro de 2019 | [ 27 ] [ 28 ] [ 29 ] |
| Maria van der Hoeven    | Maria van der Hoeven    | Países Baixos       | Diretora-executiva   | Agência Internacional de Energia                                     | 1 de setembro de 2011  | 31 de agosto de 2015   | [ 30 ]               |
| Mireille Ballestrazzi   | Mireille Ballestrazzi   | França              | Presidente           | Interpol                                                             | 8 de novembro de 2012  | Novembro de 2016       | [ 31 ] [ 32 ] [ 33 ] |
| Michaëlle Jean          | Michaëlle Jean          | Canadá              | Secretária-executiva | Organização Internacional da Francofonia                             | 5 de janeiro de 2015   | 2 de janeiro de 2019   | [ 34 ] [ 35 ]        |
| Fang Liu                | Fang Liu                | China               | Secretária-geral     | Organização da Aviação Civil Internacional                           | 1 de agosto de 2015    | Agosto de 2021         | [ 36 ]               |
| Patricia Scotland       | Patricia Scotland       | Dominica            | Secretária-geral     | Commonwealth                                                         | 1 de abril de 2016     | Incumbente             | [ 37 ] [ 38 ] [ 39 ] |
| Maira Mora              | Maira Mora              | Letónia             | Diretora-geral       | Conselho de Estados do Mar Báltico                                   | 26 de agosto de 2016   | 26 de agosto de 2020   | [ 40 ]               |
| Maria do Carmo Silveira | Maria do Carmo Silveira | São Tomé e Príncipe | Secretária-executiva | Comunidade dos Países de Língua Portuguesa                           | 25 de janeiro de 2017  | 2 de janeiro de 2019   |                      |
| Audrey Azoulay          | Audrey Azoulay          | França              | Diretora-geral       | Organização das Nações Unidas para a Educação, a Ciência e a Cultura | 15 de novembro de 2017 | Incumbente             | [ 41 ] [ 42 ] [ 43 ] |
|                         | Louise Mushikiwabo      | Ruanda              | Secretária-executiva | Organização Internacional da Francofonia                             | 3 de janeiro de 2019   | Incumbente             | [ 44 ] [ 45 ]        |
| Marija Pejčinović Burić | Marija Pejčinović Burić | Croácia             | Secretária-geral     | Conselho da Europa                                                   | 18 de setembro de 2019 | 18 de setembro de 2024 |                      |
| Kristalina Georgieva    | Kristalina Georgieva    | Bulgária            | Diretora-geral       | Fundo Monetário Internacional                                        | 1 de outubro de 2019   | Incumbente             | [ 46 ] [ 47 ]        |
| Ngozi Okonjo-Iweala     | Ngozi Okonjo-Iweala     | Nigéria             | Diretora-geral       | Organização Mundial do Comércio                                      | 1 de março de 2021     | Incumbente             | [ 48 ] [ 49 ] [ 50 ] |
| Carla Barnett           | Carla Barnett           | Belize              | Secretária-geral     | Comunidade do Caribe                                                 | 15 de agosto de 2021   | Incumbente             | [ 51 ] [ 52 ]        |
| Doreen Bogdan-Martin    | Doreen Bogdan-Martin    | Estados Unidos      | Secretária-geral     | União Internacional de Telecomunicações                              | 1 de janeiro de 2023   | Incumbente             | [ 53 ] [ 54 ]        |
| Dilma Rousseff          | Dilma Rousseff          | Brasil              | Presidente           | Novo Banco de Desenvolvimento                                        | 24 de março de 2023    | Incumbente             | [ 55 ] [ 56 ] [ 57 ] |